# Strada Statale 239 di Campiglio
Die Strada Statale 239 di Campiglio (kurz SS 239) ist eine italienische Staatsstraße in der Provinz Trient, Region Trentino-Südtirol.

## Verlauf
Die 47,45 km lange Straße verbindet die SS 42 mit der SS 37 zwischen Dimaro und Tione di Trento. Sie ist eine wichtige Nord-Süd-Verkehrsverbindung im Westen der Provinz und verbindet das Val di Sole im Norden mit dem Val Rendena in den Inneren Judikarien im Süden.
Die Straße führt von Dimaro (766 m s.l.m.) zunächst durch das Val Meledrio, einem orographisch rechten Seitental des Val di Sole. In mehreren Kehren steigt sie dabei, sich stets auf der orographisch linken Seite des Torrente Meledrio haltend an, bevor sie nach einigen Kilometern am Wintersportort Folgarida vorbei führt. Nach weiteren 7 Kilometern wird der Passo Campo Carlo Magno erreicht, der mit einer Höhe von 1682 m s.l.m. der höchste Punkt entlang der SS 239 ist und die Grenze zwischen dem Val di Sole und den Inneren Judikarien bildet. Die Straße verläuft nun bergab im Valle di Campiglio in die Senke, in der der Fremdenverkehrsort Madonna di Campiglio liegt. Seit der Fertigstellung der Umgehung 1999 wird der Durchgangsverkehr auf der SS 239 am Ort westlich durch einen 1,8 km langen Tunnel vorbeigeführt.
Nach Madonna di Campiglio verliert die stets an der westlichen Talseite verlaufenden Straße wieder stärker an Höhe und erreicht nach einigen Kehren den Ort Sant’Antonio di Mavignola. Danach folgen weitere Kehren, bis die SS 239 schließlich im Talgrund des oberen Val Rendena bei Carisolo erreicht. Nach Carisolo wechselt die Straße auf die östliche Talseite und führt nach Überquerung der Brücke über die Sarca di Campiglio durch Pinzolo hindurch. Nach Pinzolo verläuft sie am östlichen Rand des Talgrundes entlang und durchquert kurz nach Pinzolo den Ort Giustino. Auf der Höhe von Caderzone Terme führt die SS 239 auf einer 2008 fertiggestellten Umgehungsstraße zunächst durch einen Tunnel und anschließend an der linken Talseite an Strembo vorbei, bevor sie südlich von Strembo den Fluss Sarca quert und sich von nun an westlichen des Flusses hält. Die Straße führt nun durch eine Reihe von Ortschaften des mittleren und unteren Val Rendena hindurch, bevor sie in Tione di Trento an einem Kreisverkehr in die SS 37 mündet.